# Капоне (фільм, 2020)
«Капоне» (англ. Capone) — фільм 2020 року, кримінальна драма режисера Джоша Транка. У головній ролі: Том Гарді.

## Сюжет
Фільм розповість про життя Аль Капоне після звільнення з в'язниці, коли він, будучи позбавленим свого впливу, здоров'я та друзів, згадує про своє темне минуле.

## У ролях
- Том Гарді — Аль Капоне
- Лінда Карделліні — Мей Капоне
- Метт Діллон — Джонні
- Аль Сапієнца — Ральф Капоне
- Кетрін Нардуччі — Розі
- Ноель Фішер — Френсіс Альберт „Сонні“ Капоне, єдиний син Аль Капоне
- Кайл Маклахлен — доктор Карлок
- Джек Лоуден — Кроуфорд

## Виробництво
У жовтні 2016 року було оголошено, що Том Гарді буде грати роль Аль Капоне в «Фонзо», який буде режисований Джоршем Транком. Знімання планували влітку 2017 року, але Харді, заявив, що фільм вийде 2018 року, бо він був зайнятий на зніманні фільму «Веном» в 2017 році, а в березні 2018 року оголосив, що наступним фільмом, в якому він буде зніматися, стане Фонзо. У тому ж місяці Лінда Карделліні, Метт Діллон, Кайл Маклахлен, Кетрін Нардуччі, Джек Лауден, Ноель Фішер і Тільда Дель Торо приєдналися до акторського складу, і знімання повинно було початися 2 квітня 2018 в Новому Орлеані.